# Darby Allin
Samuel Ratsch (* 7. Januar 1993 in Seattle, Washington), besser bekannt unter seinem Ringnamen Darby Allin, ist ein US-amerikanischer Wrestler. Er steht aktuell bei All Elite Wrestling unter Vertrag und tritt regelmäßig in deren Shows auf.

## Privatleben
Im Alter von fünf Jahren überlebte Ratsch einen Autounfall, bei dem sein Onkel als Fahrer ums Leben kam. Dieses Ereignis referenziert er bei seinen Auftritten als Wrestler, bei denen er zur Hälfte eine Gesichtsbemalung trägt, da er zu 50 Prozent tot sei. Vor seiner Zeit als Wrestler versuchte sich Ratsch an einer Karriere als professioneller Skateboarder. Als Wrestler kommt er weiterhin häufig mit einem Skateboard zum Ring und nutzt dieses gelegentlich als Waffe. Ratsch ist Punk-Rock-Fan. Sein Ringname Darby Allin setzt sich aus den Namen der verstorbenen Punk-Musiker Darby Crash und GG Allin zusammen. Ratsch war mit der ebenfalls als Wrestlerin bekannten Priscilla Kelly verheiratet. Am 10. August 2020 verkündete Kelly die Scheidung der Ehe.

## Wrestling-Karriere

### Independent (2015–2020)
Ratsch begann seine Wrestling-Karriere 2015 bei Independent Promotionen in Oregon und in Kanada. In seinen ersten Auftritten nutzte er noch den Ringnamen Darby Graves, bevor er als Darby Allin auftrat. Mit seinen Buchungen durch Evolve Wrestling gelangen Ratsch ab April 2016 erste Auftritte vor einem größeren Publikum, die auch als Pay-per-View ausgestrahlt wurden. Im Oktober 2017 trat er erstmals für Major League Wrestling und im September 2018 erstmals für Pro Wrestling Guerrilla auf. Im März 2018 wurde Ratsch von Northeast Wrestling gebucht, wo er am 15. Juni 2019  die NEW Heavyweight Championship von JT Dunn gewinnen durfte, die er am 25. Januar 2020 an Dan Maff abgab.

### All Elite Wrestling (seit 2019)

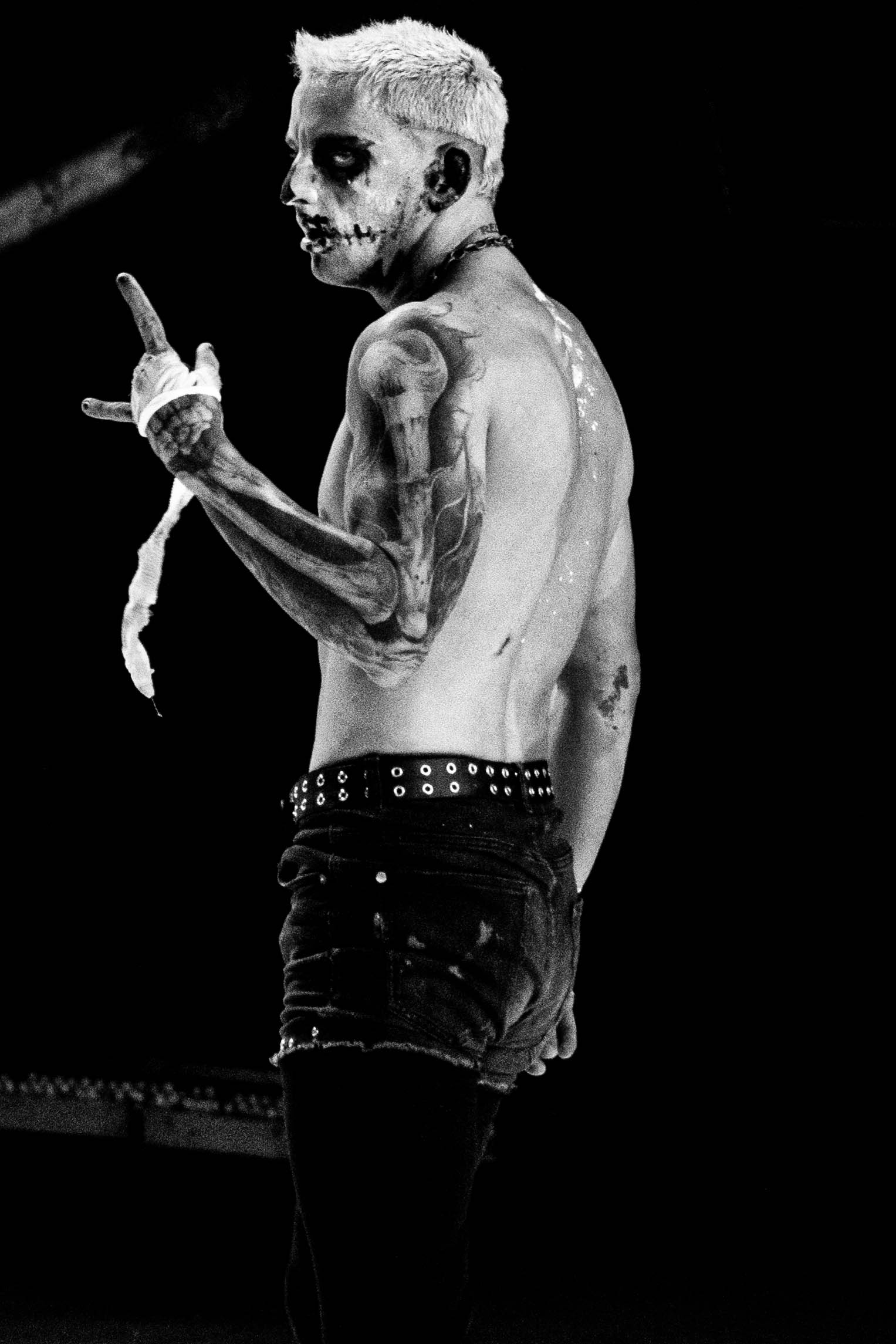
Darby Allin, 2022

Am 12. April 2019 gab die neugegründete Promotion All Elite Wrestling die Verpflichtung von Ratsch auf YouTube bekannt. Sein erstes Match am 29. Juni 2019 bei Fyter Fest gegen Cody endete unentschieden. Ab Oktober 2019 erhielt Ratsch vereinzelt Auftritte im Main Event und durfte unter anderem am 16. Oktober 2019 bei Dynamite ein Match um die AEW World Championship gegen Chris Jericho bestreiten, das er jedoch verlieren musste. Am 7. November 2020 durfte Ratsch bei Full Gear die AEW TNT Championship von Cody Rhodes gewinnen. Den Titel verlor er bei Dynamite am 12. Mai 2021 an Miro.
Im Dezember 2020 unterzeichnete der damals 61-jährige Sting bei AEW, der zu den bekanntesten Wrestlern der Geschichte zählt. Sting wurde zum Mentor von Allin. Die Storyline beruht auf der Ähnlichkeit der Gimmicks von Allin und Sting. Allin wird von Sting als eine Art Schüler und Nachfolger angesehen. Sie bildeten auch ein Tag Team, ihr erstes Match bestritten sie am 7. März 2021 gegen Team Taz  (Brian Cage and Ricky Starks) beim PPV Revolution in einem Street Fight. Das Match wurde in einem Warenhaus aufgezeichnet, Allin und Sting gewannen.
Im Dezember 2022 startete Allin ein Fehde mit dem amtierenden TNT-Champion, Samoa Joe. Bei der Dynamite-Episode am 4. Januar 2023 in seiner Heimatstadt Seattle besiegte er Joe und gewann damit die TNT Championship zum zweiten Mal in seiner Karriere. Nach bereits 28 Tagen verlor er den Titel wieder an Samoa Joe in einem No Disqualification Match bei Dynamite.

## Titel und Auszeichnungen
- All Elite Wrestling
  - AEW TNT Championship (2×)
  - AEW World Tag Team Championship (1) mit Sting

- Northeast Wrestling
  - NEW Heavyweight Championship (1×)

- Pro Wrestling Illustrated
  - Nummer 55 der Top 500 Wrestler in der PWI 500 im Jahr 2020